# 平侯 (蔡)
平侯（へいこう、生年不詳 - 紀元前522年）は、春秋時代の蔡の君主。姓は姫、名は廬。蔡の隠太子姫有の子。紀元前531年、楚によって蔡の霊侯が殺害され、蔡が陥落して、ひとたび蔡は滅亡した。このため姫廬は楚に抑留された。紀元前529年、姫廬は楚と盟を交わして、復国を許された。紀元前522年11月、平侯は死去した。